# 蘭州民警毆打大學生事件
蘭州民警毆打大學生事件（或“屁股开花”事件）發生於2016年5月16日。受害者爲中國甘肅蘭州财经大學兩位學生，其中一人因拍摄警察粗暴执法，被强行带回派出所；兩人遭民警持警棍殴打，導致臀部受傷。被拍攝的視頻在網路上流傳後引起關注，兰州市榆中县公安局的官方微博回應稱，已將涉事公權人員進行處理，該县纪检监察部门也介入调查。

## 事件經過
16日8时40分左右，受害者A（注：兩名受害人以A、B區分）在兰州财经大学公寓旁的饭馆内使用厕所被人催促，與催促者产生肢體冲突。蘭州市榆中縣和平鎮公安局警方赴现场後粗暴執法，态度强硬。
另一名受害者B，卽A的同學，在警察執法時用手機拍攝下了一段視頻，視頻中A因未上警車，被揪住他的民警用脚踹。見此過程被拍下，民警立即上前制止，要求B拿出手机。警察以其涉嫌妨碍公务爲由，連同將B帶到派出所。在派出所中，民警勸A“和解”，解決肢體衝突一事；然后要求B上交手机、刪除視頻。
A和B在派出所中遭到幾次毆打，被轮番带进一間单独的屋中抽耳光、用警棍打臀部，其間不允許發聲，被警告稱叫一声加五棍。根據B的描述，拍攝視頻者B“一邊屁股被打开花”，另一名受害者A“两边屁股被打开花”；布滿瘀傷，皮开肉绽。據被害人說法，18日下午，警方到兰州财经大学校会议室协商处理此事。

## 警方回應
17日，受害者拍攝警察暴力執法的影片曝光，在微博火熱传播。當天晚上，微博“兰州榆中公安”發佈兩次回應：
|  | 情况通报：针对网上反映“和平派出所民警暴力执法，用警棍殴打大学生”一贴，我局已安排纪检、督察部门专人开展调查，相关调查结果将及时公布。 |

|  | 针对5月17日网上反映我局“和平派出所民警暴力执法，用警棍殴打大学生”一事，省、市公安督察部门组成联合调查组开展调查，认定网上反映情况属实。经我局研究决定，对负有领导责任的和平派出所所长、教导员及分管和平派出所的县公安局副政委停止执行职务；对涉事民警宋冬冬、未得文先行采取禁闭措施，县纪检监察部门介入做进一步调查，依纪依法严肃处理。 |

## 評論
- 有分析指出，兰州警方“处理及时，果断切割，有效阻止了舆情进一步发酵”[8]，“没有试图拖延，第一时间进行客观调查；没有遮遮掩掩，更没有千方百计为涉事警察辩解，而是坦承问题、对相关信息进行公开透明的披露。警方的态度和效率，让原本可能升温的舆论一下子冷静了许多，并且一定程度上挽回了一些由此给当地形象造成的不良影响”[9]。有學者指出，警方的回應值得肯定，但對涉事者的处罚较轻。[7]

- 該事件與雷洋事件於相近時間爆發，引發中國大陸民眾關於警察滥权的讨论。[6]有評論調侃稱，“和雷洋之死相比，兩個大學生是何等的幸運！蘭州警方又是何等的仁慈、人道！”[10]、「感谢兰州警察，虽处遥远西北，但用自己的行为向天下人解释北京的雷洋死因」[11]。

- 有學者指出，“治吏不严、对警权约束力不够、处罚太轻，暴力执法事件被曝光机率小，处罚机率也小，导致基层警察暴力执法频发，甚至在一些地方已成为常态”，該事件中，禁闭警员处罚太轻，至少要开除。应鼓励民众对地方执法进行监督举报，修改《警察法》，加大对警员执法的监督和暴力执法的处罚力度。[7]

## 外部連結
- 中國評論新聞網 （页面存档备份，存于）專題
- 蘭州榆中公安官方微博 （页面存档备份，存于）的第一次回應與第二次回應